# 函数项级数
函数项级数是一种级数，同样代表某序列之和，它的每一项是一个函数，而不仅仅是一个实数或复数。

## 示例
常见的幂级数，洛朗级数，傅里叶级数，Liouville–Neumann级数，Puiseux级数都是函数项级数。

## 收敛性
相较于数项级数，函数项级数的收敛性更为复杂，可以从一致收敛，逐点收敛等诸多方面进行讨论。
魏尔施特拉斯判别法是一个类似于比较审敛法的判别法，可以用于判断函数项级数的收敛性。